# Унтервальденский кантон
Унтервальденский кантон (нем. Kanton Unterwalden) — административно-территориальная единица АССР немцев Поволжья, существовавшая в 1935—1941 годах. Административный центр — с. Унтервальден.
Самый северный кантон бывшей АССР немцев Поволжья, располагался на левом берегу реки Волга, севернее города Марксштадт. Большинство проживающих составляли выходцы из Швейцарии. Этим объясняется, что большинство населённых пунктов имели швейцарские названия — Цюрих (ныне Зоркино), Базель (ныне Васильевка), Люцерн (ныне Михайловка), Золотурн (ныне Золотовка), Цуг, Сюзанненталь.
Кантон образован 18 января 1935 года из части Марксштадтского кантона в результате разукрупнения последнего.
7 сентября 1941 года в результате ликвидации АССР немцев Поволжья Унтервальденский кантон был передан в Саратовскую область и преобразован в Подлесновский район.

## Административно-территориальное деление
По состоянию на 1 апреля 1940 года кантон делился на 17 сельсоветов:
- Базельский
- Беттингерский
- Блюменгеймский
- Витманский
- Гаттунгский
- Гларусский
- Гринтальский
- Киндский
- Кирофсфельдский
- Небский
- Нейдорфский
- Ремлерский
- Сусаннентальский
- Унтервальденский
- Цюрихский
- Шафгаузенский
- Шенхенский